# John de Jong
John de Jong (* 8. März 1977 in Den Haag) ist ein ehemaliger niederländischer Fußballspieler, der im zentralen Mittelfeld spielte. 
Seine Karriere begann er 1995 bei ADO Den Haag. 1997 wechselte er zum FC Utrecht und im Jahr 2000 zur PSV Eindhoven. Zu Beginn der Spielzeit 2002/03 wurde er an den SC Heerenveen verliehen.
Aufgrund seiner Leistungen in Heereveen wurde de Jong für die Spielzeit 2003/04 zur PSV Eindhoven zurückgeholt, schien eines Stammplatzes sicher und wurde oft eingesetzt. Seine Anfälligkeit für Verletzungen führte jedoch dazu, dass de Jong ab März 2005 kein offizielles Spiel mehr für die PSV Eindhoven bestritt. Am 26. Februar 2008 gab er sein Karriereende bekannt.
| Personendaten    | Personendaten                   |
| ---------------- | ------------------------------- |
| NAME             | Jong, John de                   |
| KURZBESCHREIBUNG | niederländischer Fußballspieler |
| GEBURTSDATUM     | 8. März 1977                    |
| GEBURTSORT       | Den Haag                        |